# Realismo indirecto
El realismo indirecto, realismo representativo o representacionismo materialista surge en la filosofía de la percepción y de la mente y sostiene que el mundo que vemos a nuestro alrededor es una copia perceptiva interna de otro mundo externo real generado por procesos neuronales en nuestro cerebro. Se opone al realismo directo o inmediato, que sostiene que percibimos el mundo exterior directamente tal y como es. En contraste a estas dos ideas, algunas formas de idealismo afirman que no existe un mundo exterior aparte de las ideas dependientes de la mente.
En términos generales, el realismo indirecto es equivalente a la visión difundida de la percepción en las ciencias naturales que establece que no podemos percibir el mundo externo como realmente es, sino que solo conocemos nuestras ideas e interpretaciones de cómo es el mundo. Similarmente al dualismo epistemológico de la alegoría de la caverna de Platón, el realismo indirecto es una teoría de tres partes: perceptor (sujeto), percepción y el objeto. 

## Historia

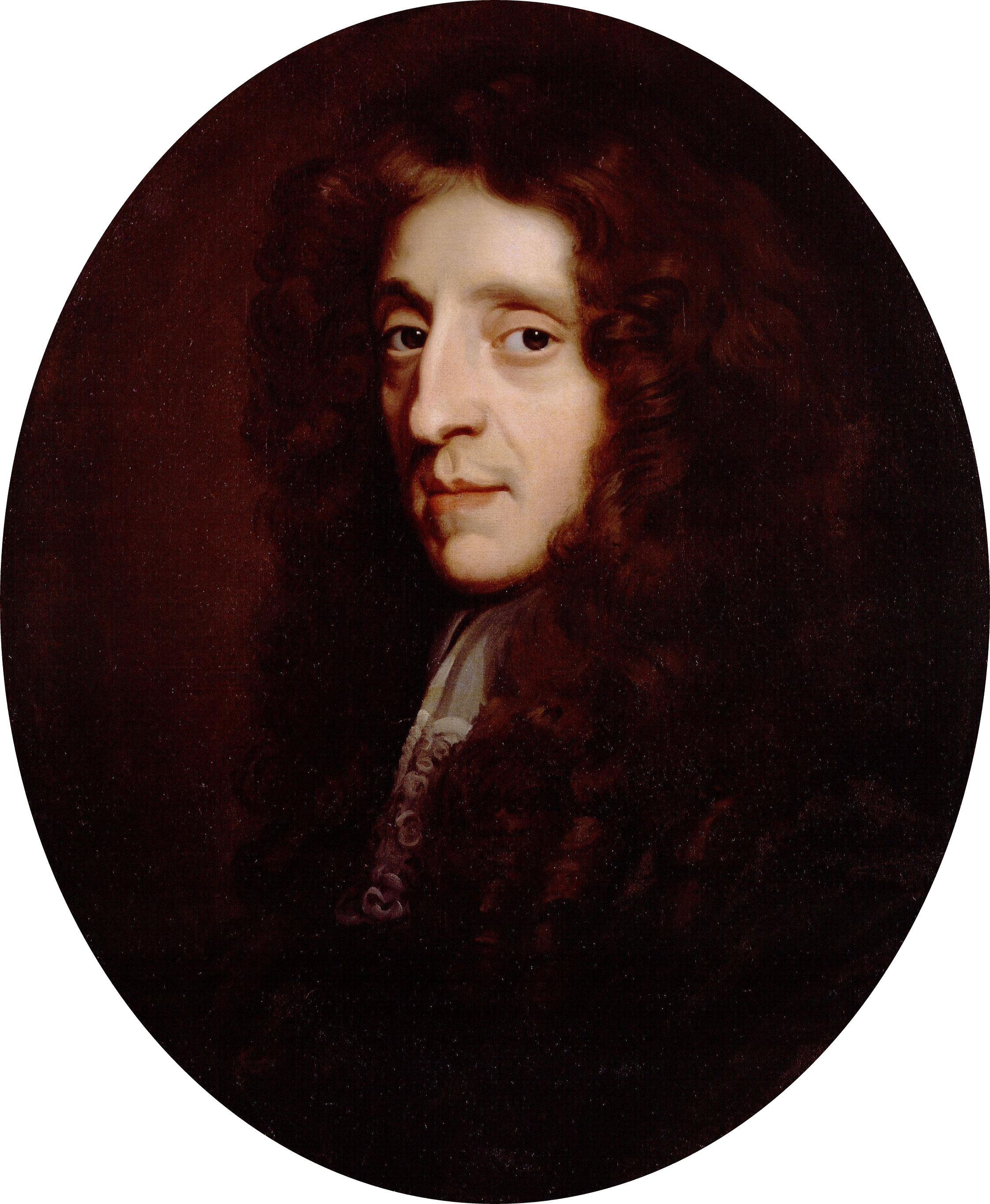
John Locke

El marco dialéctico para toda la discusión se presenta como una tríada inconsistente, las cuales las tres siguientes proposiciones no pueden ser verdaderas al mismo tiempo:
1. Los objetos físicos son independientes de la mente.
2. Los objetos físicos son los objetos directos de percepción.
3. Los objetos directos de percepción dependen de la mente.

El origen del realismo indirecto surge con el racionalista Rene Descartes y el empirista John Locke al rechazar la afirmación de que los objetos físicos son los objetos directos de percepción. Descartes argumentó que porque podría tener la misma experiencia perceptiva en un sueño vívido como en la vida, las apariencias perceptivas deben ser enteramente mentales e internas, más que relacionales. El cartesiano Nicolás Malebranche sugirió que todas las maneras de conocer entrañan cierta unión entre el cognoscente y lo conocido. Esta unión unas veces se produce directamente, y otras indirectamente, que es el caso del conocimiento del mundo exterior los cuerpos y de los demás al ser modificadas por nuestras sensaciones. Las ideas representan solo las propiedades geométricas o mecánicas de los cuerpos (tamaño, forma, movimiento), mientras que la sensación consistirá en color o alguna otra cualidad sensible. Lo último limitará la comprensión de la mente de lo primero de tal manera que para una mente diferente, con una sensación diferente, la misma idea podría representar otra a un individuo diferente.
Locke clasificó las perfecciones sensoriales en dos cualidades de la siguiente manera:
- Las cualidades primarias son cualidades que son "explicativamente básicas", es decir, pueden ser referidas como la explicación de otras cualidades o fenómenos sin requerir explicación propia, y son distintas porque nuestra experiencia sensorial de ellas se asemeja a ellas en la realidad. (Por ejemplo, uno percibe un objeto como esférico precisamente por la forma en que están dispuestos los átomos de la esfera). Las cualidades primarias no pueden eliminarse ni por pensamiento ni por acción física, e incluyen masa, movimiento y, polémicamente, solidez.[14]
- Las cualidades secundarias son cualidades que la experiencia de uno no se parece directamente; por ejemplo, cuando uno ve un objeto como rojo, la sensación de ver enrojecimiento no se produce por alguna cualidad de enrojecimiento en el objeto, sino por la disposición de los átomos en la superficie del objeto que refleja y absorbe la luz de una manera particular. Las cualidades secundarias incluyen color, olor y sabor.[15]

Todo esto sugiere un "velo de percepción" entre nosotros y los objetos externos. Citando a David Hume: nada está directamente presente en la mente en la percepción, excepto las apariencias perceptivas.
Los racionalistas dudan de la idea de que el conocimiento solo puede provenir de los sentidos. Son conscientes de que los sentidos pueden inducir a error por ilusión y engaño. Descartes creía que podía dar un argumento para pensar que algunas experiencias perceptivas eran verídicas, al construir un argumento a priori para la fiabilidad de la percepción mediante la existencia y la perfección de Dios. Immanuel Kant usó el término Noúmeno para describir el conocimiento de un objeto sin el uso de los sentidos.
En la filosofía contemporánea, el realismo indirecto ha sido defendido por Edmund Husserl y Bertrand Russell.  En sus Los problemas de la filosofía (1912), Bertrand Russell propuso que nuestra experiencia no nos dice nada acerca de la naturaleza del mundo físico sino de su estructura, porque nuestras experiencias están sistemáticamente conectadas al mundo de acuerdo con las leyes específico. Por lo tanto, es posible conocer el objeto físico que causa mis datos sensoriales visuales, aunque no es posible tener la representación. Russell pasó a aplicar el método del análisis lógico al dominio de las ciencias empíricas y de los objetos físicos y publicó los resultados ese Our Knowledge of the External World (Nuestro conocimiento del mundo exterior). De lo que se trata es de hallar la manera de definir los objetos físicos observables y teóricos como estructuras complejas de datos sensibles, de tal modo que los enunciados físicos puedan ser interpretados como abreviaturas de otros enunciados más largos en los que sólo se habla de datos sensibles. Cuando hablamos de los objetos físicos, estaríamos de lo dado en la percepción sensible. Esto no implica que los objetos físicos sean meros manojos de datos sensibles, sino únicamente que los datos sensibles proporcionan una base suficiente para la interpretación y justificación de nuestras afirmaciones físicas, que nuestro conocimiento por descripción es reducible a nuestro conocimiento directo.

## Clasificación
Algunos filósofos han pensado que la consciencia y la representación son lo mismo o están muy relacionadas. Otros han pensado que son cosas diferentes o independientes. El representacionismo defiende la primera opción y sostiene que lo que nos hace conscientes es el tipo de representación que tenemos. Las teorías representacionistas se catalogan típicamente según el nivel de las representaciones involucradas:

### Representacionismo de primer orden
Lo que percibimos depende de lo que nuestro cerebro interpreta de los datos que le llegan de los sentidos. Por ejemplo, cuando vemos un árbol, nuestro cerebro representa el árbol como un objeto verde con hojas y ramas. Esta representación es la misma que la que tenemos cuando pensamos en el árbol sin verlo. Así, la consciencia es lo mismo que lo que pensamos.

### Representacionismo de orden superior
Lo que percibimos depende no sólo de lo que nuestro cerebro interpreta de los datos que le llegan de los sentidos, sino también de otro pensamiento que tenemos sobre ese primer pensamiento. Por ejemplo, cuando vemos un árbol, nuestro cerebro representa el árbol como un objeto verde con hojas y ramas, pero además tenemos otro pensamiento que dice “estoy viendo un árbol”. Este segundo pensamiento es el que nos hace conscientes de lo que vemos. Así, la consciencia es lo que pensamos sobre lo que pensamos.

### Autorepresentacionismo
Lo que percibimos depende del mismo pensamiento que tenemos sobre lo que nos llega de los sentidos. Por ejemplo, cuando vemos un árbol, nuestro cerebro representa el árbol como un objeto verde con hojas y ramas, pero al mismo tiempo ese pensamiento se representa a sí mismo como consciente. Es decir, el pensamiento dice “estoy viendo un árbol y soy consciente de ello”. Así, la consciencia es lo que pensamos y lo que pensamos sobre lo que pensamos.

## Críticas
Las críticas al realismo indirecto se centran en la ausencia de pruebas para demostrar el mundo físico quedando solo como una hipótesis y la idea poco intuitiva de que las perfecciones no nos pone en contacto con el mundo físico.
El problema más importante del realismo indirecto es que parece estar vinculado a la tesis de la existencia de datos sensoriales, entidades que no se encuentran su lugar en el mundo físico. Además, el realismo indirecto postularía la existencia de un "velo de percepción", una cortina que se interpone entre nuestra conciencia y el mundo, con consecuencias metafísicas, epistemológicas y semánticas inaceptables para los defensores del realismo directo. La consecuencia epistemológica sería el escepticismo, la imposibilidad de conocer el mundo mismo. La consecuencia metafísica sería el dualismo, el retorno a la idea de que hay entidades no físicas. La consecuencia semántica sería imposible hacer referencia a la física real de algo.
Berkeley sostuvo que el idealismo era una cura para el escepticismo. El idealismo trascendental de Kant tiene como objetivo dividir la diferencia con el escéptico al distinguir los objetos fenomenales de percepción de los objetos noúmenales, que son cosas en sí mismas. Un teórico que niega que estemos conscientes de los objetos independientes de la mente, directa o indirectamente, pero solo de los datos sensoriales interpretados como entidades mentales, es conocido como fenomenalista o idealista sobre la percepción.